# Diomede (nome)
Diomede  è un nome proprio di persona italiano maschile.

## Varianti
- Femminili: Diomeda[3]

### Varianti in altre lingue
- Catalano: Diomedes[5]
- Francese: Diomède
- Greco antico: Διομήδης (Diomḗdēs)[1][2][6][7]
  - Femminili: Διομήδη (Diomḕdē)
- Greco moderno: Διομήδης (Diomīdīs)[6]
- Inglese: Diomede[7], Diomed[7]
- Latino: Diomedes[1][2]
- Polacco: Diomedes
- Russo: Демид (Demid)[6], Диомид (Diomid)[6]
- Spagnolo: Diomedes[5]
- Ungherese: Dioméd, Diomédész

## Origine e diffusione
Deriva dall'antichissimo nome teoforico greco Διομήδης (Diomḗdēs), composto da due elementi: il primo è Διός (Dios), genitivo di Zeus, quindi "di Zeus", un termine presente anche nei nomi Diocle, Dioscoro, Diodoro e Diogene. Il secondo è riconducibile a una serie di termini legati tra di loro, come l'omerico μήδεα (mḗdea, "progetto", "consiglio", "astuzia"), μήδομαι (mḗdomai, "escogitare", "architettare") e μέδω (médō, "avere cura", "proteggere"); da questo secondo elemento è derivano anche Archimede, Nicomede e Medea. Il significato complessivo può essere interpretato come "protetto da Zeus", "affidato alle cure di Zeus", "pensiero di Zeus", "consiglio di Zeus".
È un nome di tradizione classica, portato da diversi personaggi della mitologia greca, fra le quali spiccano soprattutto Diomede, figlio di Tideo e di Deipile, che combatté con Ulisse nella Guerra di Troia e fondò poi le città di Brindisi e Benevento, e Diomede, figlio di Ares e di Cirene, proprietario delle cavalle che Eracle uccise durante una delle sue dodici fatiche.
Il nome, passato in latino come Diomedes (usato comunque solo da greci e orientali), è sempre stato piuttosto raro in Italia, nonostante la presenza di vari santi così chiamati; negli anni 1970 se ne contavano circa 550 occorrenze, sparse in tutta la parte continentale.

## Onomastico
L'onomastico può essere festeggiato in memoria di più santi, alle date seguenti:
- 3 luglio, san Diomede, martire sotto Traiano[9]
- 9 giugno o 16 agosto, san Diomede, medico di Tarso, martire a Nicea sotto Diocleziano[4][5][9][10]
- 10 luglio, san Diomede, martire a Tomi[9]
- 2 settembre, san Diomede, martire[9]
- 9 ottobre o 11 settembre, san Diomede, martire con i santi Diodoro e Didimo a Laodicea, in Siria[9][10]
- 28 ottobre, san Diomede il Giovane, cristiano che convertì i Saraceni che attaccavano Cipro[10]

## Persone

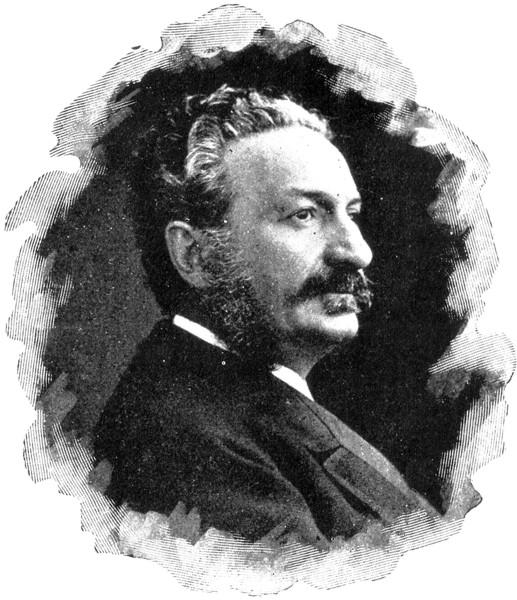
Diomede Marvasi

- Diomede Bonamici, medico e letterato italiano
- Diomede Borghesi, letterato italiano
- Diomede Carafa, cardinale e vescovo italiano
- Diomede I Carafa, politico italiano
- Diomede III Carafa, duca di Maddaloni e conte di Cerreto Sannita
- Diomede V Carafa, duca di Maddaloni e conte di Cerreto Sannita
- Diomede Catalucci, pittore e decoratore italiano
- Diomede Catone, compositore e liutista italiano
- Diomede della Corgna, marchese di Castiglione del Lago
- Diomede Falconio, cardinale e arcivescovo cattolico italiano
- Diomede Gonzaga, nobile e politico italiano
- Diomede Grammatico, grammatico romano
- Diomede Marvasi, giurista, patriota e politico italiano
- Diomede Pantaleoni, medico e politico italiano
- Diomede Sotere, re indo-greco

### Variante Diomīdīs
- Diomīdīs Kiriakos, politico e scrittore greco